# سرفايفر (برنامج تلفزيوني)
سرفايفر برنامج مسابقات القدرة والتحمل قدمه طارق منير و وهو النسخة العربية لبرنامج مماثل بريطاني بعنوان «survivor» بالعربية سرفايفر

## نبذة عن البرنامج
16 متسابقا من جنسيات مختلفة يعيشون أرض نائية لمدة 40 يوماً وهذه الأجواء تفرض على المغامرين البحث عن السبل التي تؤهلهم البقاء أطول مدة مستخدمين في ذلك مهاراتهم ولياقاتهم من دون الاستعانة بأي عون أو دعم خارجي على مدار ثلاثة أيام خلال ممارستهم لانواع ثلاثة من الألعاب. فاليوم الأول مخصص لألعاب الرفاهية، يتبعه يوم مخصص للعبة الحصانة، يليه يوم ثالث يعقد خلاله المجلس الاستشاري اجتماعه ليقرر هوية الخاسر
وفاز السعودي حسين العباس بمبلغ بقيمة «100,000» دولار «survivor» 

## المتسابقون
- لبنان:كارلا عطالله
- لبنان: هادي عقل
- لبنان: نيكول باز
- مصر: أحمد سيف الدين
- تونس: كريم مسراني
- المغرب: راغب بوغلة
- السعودية:حسين العباس (الرابح)